# Hollywood/Highland (métro de Los Angeles)
Hollywood/Highland est une station du métro de Los Angeles desservie par les rames de la ligne B et située dans le quartier Hollywood à Los Angeles en Californie.
La station se situe dans une zone touristique importante, permettant aux passagers de se rendre notamment sur le Walk of Fame.

## Localisation
Station souterraine du métro de Los Angeles, Hollywood/Highland est située sur la ligne B à l'intersection de Hollywood Boulevard et de Highland Avenue au cœur de la zone touristique d'Hollywood, au nord-ouest du centre-ville de Los Angeles.

## Histoire
Hollywood/Highland a été mise en service le 24 juin 2000, lors de l'extension de la ligne B jusqu'à North Hollywood.

## Service

### Accueil

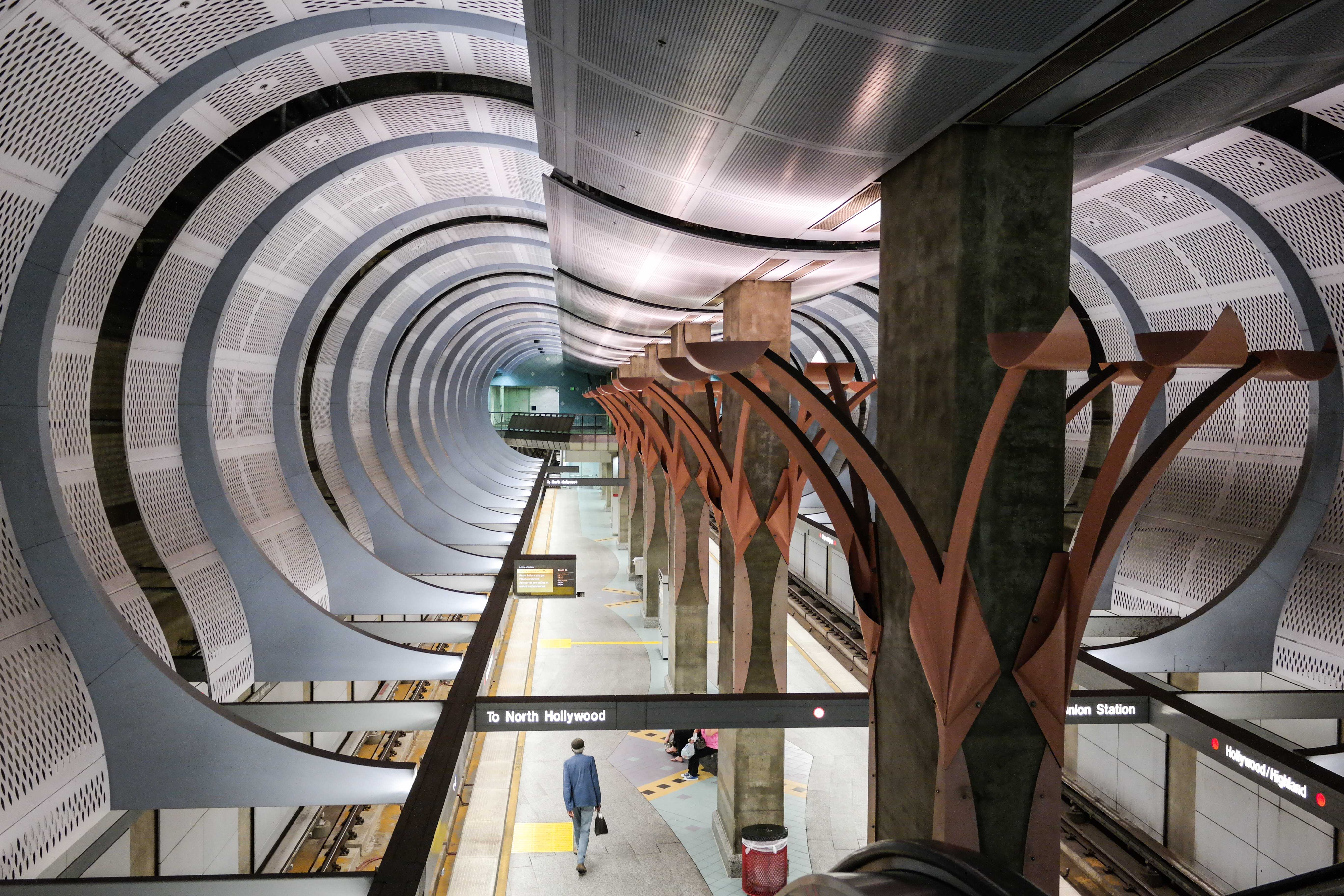
Vue de la station depuis le premier étage.
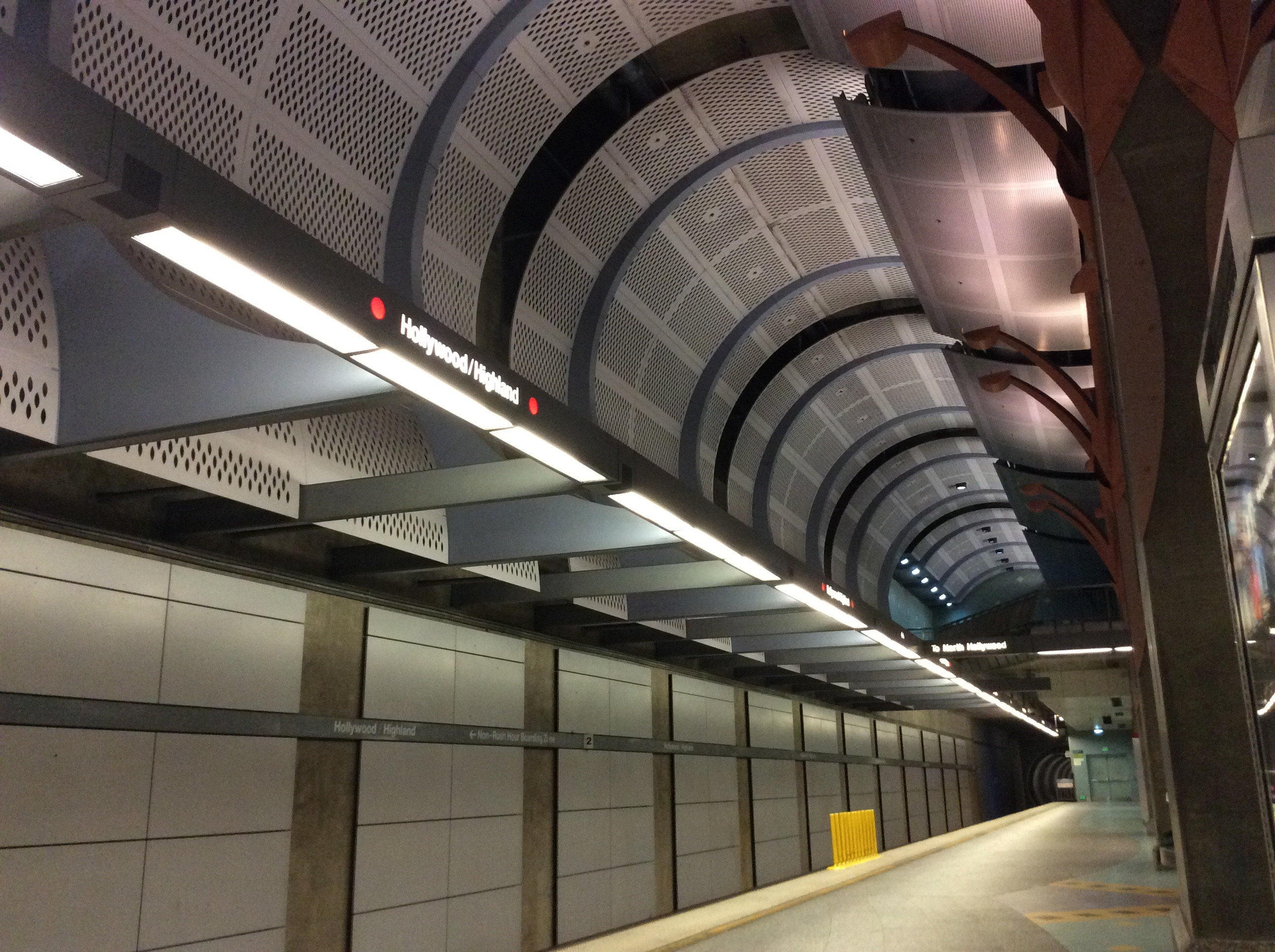
Vue du quai central.
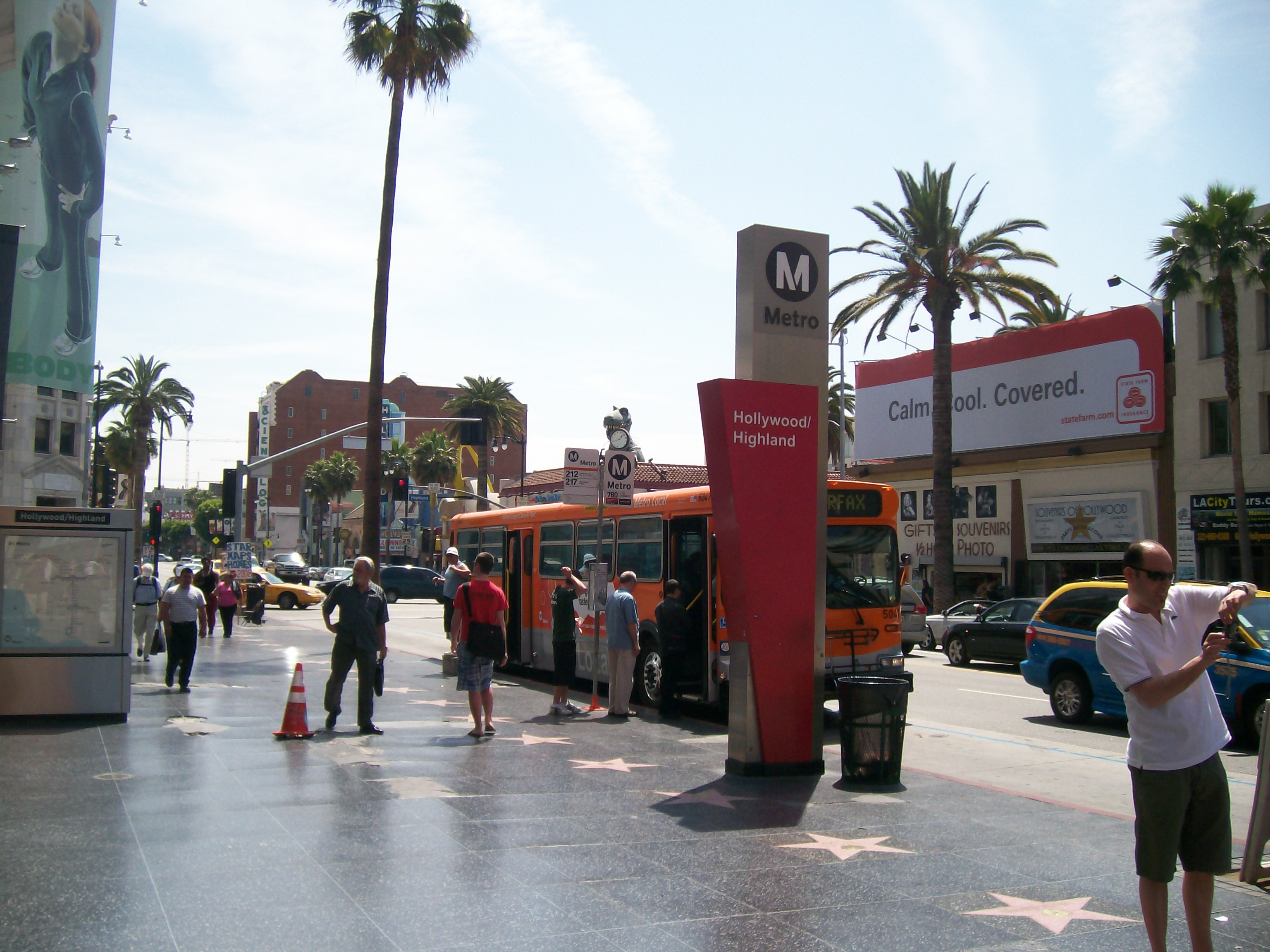
Hollywood/Highland dessert immédiatement le Walk of Fame.

### Desserte
La station est située dans une zone touristique assez importante : elle dessert en effet le quartier Hollywood, et plus particulièrement le Walk of Fame sur le célèbre Hollywood Boulevard. Le théâtre Dolby, le théâtre chinois de Grauman, le musée Ripley's Believe It or Not!, le musée d'Hollywood (en), le musée de cire d'Hollywood (en), le théâtre El Capitan et le centre commercial Hollywood & Highland font partie des nombreuses attractions situées à proximité de la station.

### Intermodalité
La station est desservie par les lignes d'autobus 212, 217, 222, 237, 312, 656 et 780 de Metro.

## Architecture et œuvres d'art
L'architecture de la station est signée par l'artiste Sheila Klein et construite par la société CannonDesign,.
L'artiste Harry Gamboa Jr y a également installé une œuvre.